# Katrine Koch Jacobsen
Katrine Koch Jacobsen (24 de junio de 1999) es una deportista de Dinamarca que compite en atletismo. Ganó una medalla de plata en el Campeonato Europeo de Atletismo Sub-23 de 2021, en la prueba de lanzamiento de martillo.